# Stichopathes papillosa
Stichopathes papillosa är en korallart som beskrevs av Thomson och Simpson 1905. Stichopathes papillosa ingår i släktet Stichopathes och familjen Antipathidae.
Artens utbredningsområde är Indiska oceanen. Inga underarter finns listade i Catalogue of Life.